# Панда сексуальных домогательств
«Панда сексуальных домогательств» (англ. Sexual Harassment Panda; в переводе MTV — «Панда „Сексуальное домогательство“») — эпизод 306 (№ 37) сериала «Южный Парк», премьера которого состоялась 7 июля 1999 года.

## Сюжет
Мистер Гаррисон на уроке знакомит детей со школьным образовательным маскотом Пити «Пандой сексуальных домогательств», который рассказывает детям о вреде сексуальных домогательств и о том, как от них защититься. Занятие, которое проводит Панда, наводит на всех страшную скуку, однако, когда Стэн во время мелкой перепалки называет Картмана «пополизом», тот заявляет, что Стэн сексуально домогается до него. С помощью своего адвоката, которым является отец Кайла Джеральд Брофловски, Картману удаётся засудить Стэна и изъять у него половину всех его игрушек. Джеральд говорит, что на этом не стоит останавливаться, и предлагает Эрику подать в суд на начальную школу. Картман подаёт в суд на школу и выигрывает дело. Это приводит к тому, что иски (сначала детей, а потом и взрослых) по вопросу о сексуальных домогательствах становятся всё популярнее.
В связи с тем, что на всех исках адвокатом выступает Джеральд, семья Брофловски становится всё богаче, хотя Кайл этим и не особенно доволен. В связи с многочисленными проигранными исками школе приходится сокращать свой бюджет; в частности, теперь учителя царапают на доске гвоздём вместо того, чтобы писать мелом. Кроме того, школа проводит сокращение штатов и увольняет Тома Морриса — так зовут играющего Панду человека, хотя он забыл об этом и искренне считает себя пандой. В классе с детьми сидит их общий адвокат — Джеральд Брофловски, также мешающий процессу обучения своими адвокатскими наставлениями.
Стэну, Кайлу, Картману и Кенни надоедает всё происходящее, и они решают найти того, кто стал причиной всей проблемы — Панду. В конце концов они приходят на Остров Заброшенных Талисманов, где живут никому не нужные маскоты, и рассказывают Панде, что произошло. Тот решает изменить ситуацию. Тем временем в Саут-Парке начинается масштабный судебный процесс «Каждого против Каждого»; каждого в качестве адвоката представляет Джеральд Брофловски. Во время судебного заседания Панда сексуальных домогательств приходит в зал суда и объясняет всем, что их поведение глупо, поскольку плохо сказывается на качестве обучения и жизни людей в целом. Теперь Пити-Панда заявляет, что его зовут Панда «Хватит судиться». Все соглашаются с ним и тут же решают подать в суд на Джеральда, который усугубил конфликт своей деятельностью, однако тот внезапно начинает рьяно защищать точку зрения Панды и говорит о том, что подавать друг на друга в суд без серьёзной причины не следует.

## Смерть Кенни
На острове съехавших талисманов ребята встречают Сокола Джимми «Не держитесь за большой магнит, если кто-то включил вентилятор». Чтобы продемонстрировать правоту своих слов, Сокол Джимми даёт Кенни магнит и включает огромный вентилятор; Кенни втягивается туда, и его разносит на мелкие кусочки. Стэн и Кайл говорят стандартную фразу, но тут же замечают Панду и забывают про Кенни.

## Пародии
- Эпизод пародирует чрезвычайно частые в середине 1990-х годов иски по сексуальным домогательствам в школах.
- Остров Заброшенных Талисманов (англ. The Island of Misfit Mascots) — пародия на Остров Заброшенных Игрушек (The Island of Misfit Toys) из детской телепередачи «Rudolph the Red-Nosed Reindeer».